# Азово-Чорноморська геосинклінальна система
Азо́во-Чорномо́рська геосинкліна́льна систе́ма — на півдні України. 
Належить до Альпійського (Середземноморського) геосинклінального складчастого поясу. Охоплює південну частину Причорноморської низовини, Кримські гори, Азовське море й північну частину материкової обмілини (шельфу) і континентального схилу западини Чорного моря. Виникла в середині крейдового періоду між Східно-Європейською платформою та Чорноморською субокеанічною западиною. Перебуває на завершальній стадії активного прогинання. Кримські гори виділяються як центральне геоантиклінальне підняття. 